# Neopleurotomoides
Neopleurotomoides is een geslacht van weekdieren uit de klasse van de Gastropoda (slakken).

## Soorten
- Neopleurotomoides aembe Figueira & Absalão, 2012
- Neopleurotomoides callembryon (Dautzenberg & Fischer, 1896)
- Neopleurotomoides distincta Bouchet & Warén, 1980
- Neopleurotomoides distinctus Bouchet & Warén, 1980
- Neopleurotomoides rufoapicata (Schepman, 1913)